# Hornaing
Hornaing és un municipi francès, situat a la regió dels Alts de França, al departament del Nord. L'any 2006 tenia 3.176 habitants. Limita al nord amb Wandignies-Hamage, a l'est amb Hélesmes, al sud amb Escaudain i a l'oest amb Erre.

## Demografia
| 1962                                       | 1968  | 1975  | 1982  | 1990  | 1999  | 2006  |
| ------------------------------------------ | ----- | ----- | ----- | ----- | ----- | ----- |
| 3.402                                      | 3.178 | 3.102 | 2.971 | 2.931 | 2.942 | 3.176 |
| Des de 1962: població sense dobles comptes |       |       |       |       |       |       |

## Administració
| Període   | Identitat         | Partit |
| --------- | ----------------- | ------ |
| 2001-2008 | Alain Ladu        |        |
| 2008-     | Frédéric Delannoy |        |